# James Vance (Fußballspieler)
James Vance (* 1876 oder 1877 in Stevenston; † unbekannt) war ein schottischer Fußballspieler, der von 1896 bis 1897 als Profi in England spielte und zu elf Einsätzen in der Football League Second Division kam.

## Karriere
Vance spielte im Jugendalter für den Annbank FC, einem Klub aus dem bergbaugeprägten Straßendorf Annbank, der vor der Jahrhundertwende zu den dominierenden Vereinen in Ayrshire zählte. 1895 gewann das Team den Scottish Qualifying Cup, möglicherweise gehörte Vance bereits bei den Erfolgen in der Ayrshire League (1892, 1893), der Ayrshire Football Combination (1894) und im Ayrshire Cup (1892, 1893, 1895) zur Mannschaft. Im Januar 1896 wechselte Vance ins nordenglische Manchester zu Newton Heath in die Football League Second Division und folgte damit James Colville (1892), Tommy Fitzsimmons (1892), Will Davidson (1893) und David Fitzsimmons (1895) die in den Jahren zuvor ebenfalls von Annbank zu Newton Heath gewechselt waren.
Vance kam in der Rückrunde der Saison 1895/96 als linker Halbstürmer zu zehn Ligaeinsätzen und bildete zumeist mit Dick Smith die linke Angriffsseite. Zur Saison 1896/97 erhielt zunächst James McNaught auf der Position des linken Halbstürmers den Vorzug und anschließend der im November neu verpflichtete Matthew Gillespie, so dass es für Vance bis zu seinem Abgang kurz vor Weihnachten 1896 nur zu einem weiteren Pflichtspieleinsatz reichte. Er blieb zunächst im Großraum Manchester und schloss sich dem in der Lancashire League aktiven Klub Fairfield Athletic an, bei dem mit den Fitzsimmons-Brüdern und McEwan einige ehemalige Annbank-Spieler aktiv waren. Vance blieb für einige Monate bei Fairfield, kehrte aber im März 1897 nach Schottland zum Annbank FC zurück. 